# 裸の町 (1948年の映画)
『裸の町』（The Naked City）は、1948年に公開されたアメリカ合衆国の映画。殺人事件の地道な捜査を描くフィルム・ノワール作品で、セミ・ドキュメンタリーというジャンルを確立した作品といわれている。ジュールズ・ダッシンが監督し、バリー・フィッツジェラルド、ハワード・ダフ、ドロシー・ハート、ドン・テイラーが主演した。
当時としては画期的だったニューヨーク市でのオールロケ撮影、リアリズム描写、物語終盤でのウィリアムズバーグ橋に行き着く追跡シーンなどは、後の作品に多大な影響を与えた。
第21回アカデミー賞では、撮影賞（ウィリアム・H・ダニエルズ）と編集賞（ポール・ウェザーワックス）を受賞。2007年には「文化的・歴史的・芸術的にきわめて高い価値を持つ」とみなされ、アメリカ国立フィルム登録簿に登録された。

## あらすじ

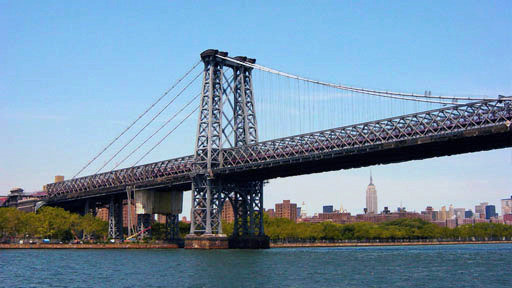
物語の終盤はウィリアムズバーグ橋を舞台に展開される

ニューヨークのアパートにて、2人の男によってジーン・デクスターというモデルが殺される。翌朝、警部ダン・マルドワーンは彼女の遺体の検死を行う、
その後、彼らは過去に彼女を診察したストーンマンをはじめとする周囲の人々への聞き込みを行う。
警察はジーンのモデル仲間のルース・モリソンの婚約者フランク・ナイルスを疑うが、彼には強力なアリバイがあった。そのころ、刑事ジミー・ハロランはストーンマンの家から盗まれた指輪をナイルスが質入れしたことを突き止める。また、ジーンの遺体にあった指輪も盗品だと判明する。探偵たちがルースを連れてナイルスの家に行った際、ガルザという男がナイルスを狙って発砲するが、仕留め損ねる。
その後、警部マルドーンはナイルスの部屋から大量の宝石を見つけるが、ナイルスからはルースにあげた分も含めて、全部ジーンからもらったものだと証言する。刑事ハロランは、イーストリバーで遺体となって見つかった宝石泥棒バカリスが、ガルザと協力関係にあったことを突き止める。
さらにその後、警察からの召喚に応じたボストンの宝石商から宝石を売りに来たのがナイルスだと認め、彼が持参したストーンマン医師の紹介状を見て信用したと明かす。それを聞いたナイルスは降参して罪を認め、ストーンマンも共犯者だと話す。また、ストーンマンも探偵からの尋問を受けて降参し、ジーンを愛していた彼は妻が夜会を開くたびに、訪問客の不在をジーンとナイルスに知らせていたことを明かす。また、ガルザとバカリスはストーンマンが雇った人物であり、報酬目当てにジーンを殺したことを証言する。ガルザは追ってきたハロランの拳銃を奪って倒し、ウィリアムスバーグ橋から地下鉄の線路に降りてきたところを射殺される。

## キャスト

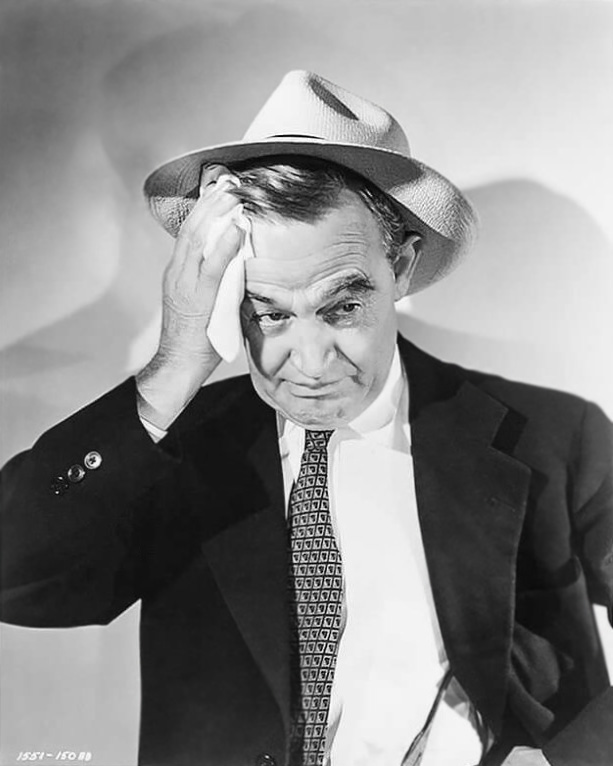
バリー・フィッツジェラルド

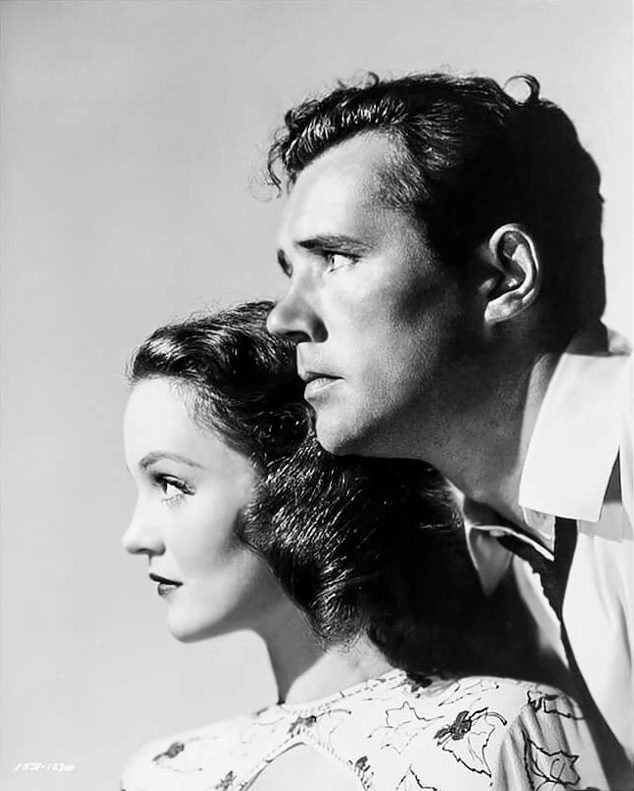
ハワード・ダフとドロシー・ハート

| 役名               | 俳優                       | 日本語吹替                            |
| 役名               | 俳優                       | 東京12ch版                            |
| ------------------ | -------------------------- | ------------------------------------- |
| ダン・マルドーン   | バリー・フィッツジェラルド | 宮川洋一                              |
| ジミー・ハロラン   | ドン・テイラー             | 井上真樹夫                            |
| フランク・ナイルス | ハワード・ダフ             | 青野武                                |
| ルース・モリソン   | ドロシー・ハート           | 弥永和子                              |
| ペレリ刑事         | トム・ペディ               | 曽我部和行                            |
| ストーンマン医師   | ハウス・ジェイムソン       | 岸野一彦                              |
| ガルザ             | テッド・デ・コルシア       | 小野田英一                            |
| ドナヒュー警部長   | フランク・コンロイ         |                                       |
| ハロラン夫人       | アン・サージェント         |                                       |
| ナレーター         | マーク・ヘリンジャー       |                                       |
| 不明 その他        |                            | 大山高男 広瀬正志 小幡研二 原浩       |
|                    |                            |                                       |
| 演出               | 演出                       | 福永莞爾                              |
| 翻訳               | 翻訳                       | 宝輪京子                              |
| 効果               |                            |                                       |
| 調整               | 調整                       | 平野富夫                              |
| 制作               | 制作                       | 東北新社                              |
| 解説               |                            |                                       |
| 初回放送           | 初回放送                   | 1977年9月2日 『想い出の名作洋画劇場』 |

## スタッフ
- 監督：ジュールス・ダッシン
- 脚本：アルバート・マルツ、マルヴィン・ウォルド
- 製作：マーク・ヘリンジャー
- 撮影：ウィリアム・H・ダニエルズ
- 編集：ポール・ウェザーワックス
- 美術顧問：ウィージー[6]
- 音楽：ミクロス・ローザ、フランク・スキナー

## 影響を与えた作品
- 野良犬
- ブリット[2]
- フレンチ・コネクション[2]